# Athletes
Athletes is een geslacht van vlinders van de familie nachtpauwogen (Saturniidae), uit de onderfamilie Saturniinae.

## Soorten
- A. albicans Rougeot, 1955
- A. ethra (Westwood, 1849)
- A. gigas (Sonthonnax, 1902)
- A. nyansae Rebel, 1904
- A. nyanzae Rebel, 1904
- A. semialba (Sonthonnax, 1904)